# Paleis van Justitie (Besançon)
Het Paleis van Justitie van Besançon (Frans: Palais de Justice) is het gerechtsgebouw in het centrum van de Franse stad Besançon. Het is gevestigd in de gebouwen van het voormalige parlement van Besançon, gebouwd in 1585 door de architect Hugues Sambin en gerenoveerd in de volgende eeuwen. Het paleis werd herbouwd van 1745 tot 1749.
In 1911 erkende het Ministerie van cultuur een deel van het gebouw als monument historique van Frankrijk.

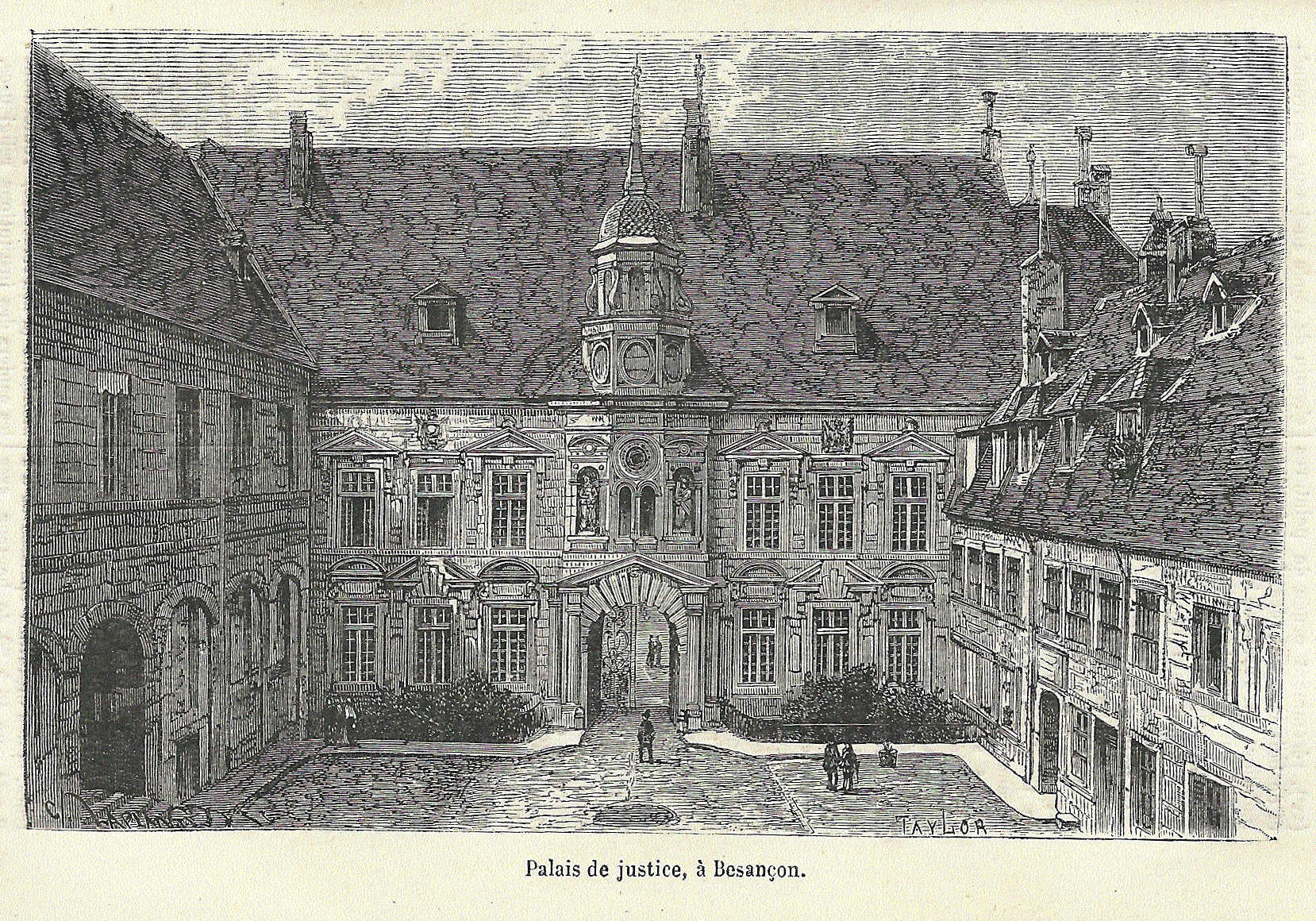
Het gebouw in 1878.